# Mœurs-Verdey
Mœurs-Verdey település Franciaországban, Marne megyében. Lakosainak száma 318 fő (2022. január 1.). Mœurs-Verdey Les Essarts-lès-Sézanne, Lachy, Le Meix-Saint-Epoing, La Noue, Sézanne és Vindey községekkel határos.

## Népesség
A település népességének változása:
| Lakosok száma | 137  | 173  | 235  | 269  | 330  | 321  | 319  | 314  | 312  | 318  |
|               | 1968 | 1982 | 1990 | 2006 | 2013 | 2015 | 2017 | 2019 | 2020 | 2022 |